# Mont-le-Vernois
Pour les articles homonymes, voir Mont et Vernois.
Mont-le-Vernois est une commune française située dans le département de la Haute-Saône, la région culturelle et historique de Franche-Comté et la région administrative Bourgogne-Franche-Comté.
La commune appartient à la communauté d'agglomération de Vesoul.

## Géographie

### Localisation
Village de type comtois essentiellement rural situé sur un coteau à douze kilomètres à l'ouest de Vesoul.
Le territoire communal s'étend sur 7,76 km2, avec une altitude minimale de 211 mètres et une altitude maximale de 403 mètres.

### Transports
La gare de Vesoul est  la plus proche de Mont-le-Vernois. Le terrain aménagé pour les avions le plus proche est l'aérodrome de Vesoul - Frotey.
Les communes de la communauté d'agglomération de Vesoul sont desservies par son réseau de transports en commun VBus+.

### Climat
Pour des articles plus généraux, voir Climat de la Bourgogne-Franche-Comté et Climat de la Haute-Saône.
En 2010, le climat de la commune est de type climat de montagne, selon une étude du Centre national de la recherche scientifique s'appuyant sur une série de données couvrant la période 1971-2000. En 2020, Météo-France publie une typologie des climats de la France métropolitaine dans laquelle la commune est exposée à un climat semi-continental et est dans la région climatique  Lorraine, plateau de Langres, Morvan, caractérisée par un hiver rude (1,5 °C), des vents modérés et des brouillards fréquents en automne et hiver. 
Pour la période 1971-2000, la température annuelle moyenne est de 10 °C, avec une amplitude thermique annuelle de 17,2 °C. Le cumul annuel moyen de précipitations est de 1 155 mm, avec 13,4 jours de précipitations en janvier et 9,8 jours en juillet. Pour la période 1991-2020, la température moyenne annuelle observée sur la station météorologique de Météo-France la plus proche, « Vesoul Ville », sur la commune de Vesoul à 7 km à vol d'oiseau, est de 11,5 °C et le cumul annuel moyen de précipitations est de 1 007,7 mm. 
La température maximale relevée sur cette station est de 40,5 °C, atteinte le 25 juillet 2019 ; la température minimale est de −22,2 °C, atteinte le 16 janvier 1966,,. 
Les paramètres climatiques de la commune ont été estimés pour le milieu du siècle (2041-2070) selon différents scénarios d'émission de gaz à effet de serre à partir des nouvelles projections climatiques de référence DRIAS-2020. Ils sont consultables sur un site dédié publié par Météo-France en novembre 2022.

## Urbanisme

### Typologie
Au 1er janvier 2024, Mont-le-Vernois est catégorisée commune rurale à habitat dispersé, selon la nouvelle grille communale de densité à sept niveaux définie par l'Insee en 2022.
Elle est située hors unité urbaine. Par ailleurs la commune fait partie de l'aire d'attraction de Vesoul, dont elle est une commune de la couronne,. Cette aire, qui regroupe 158 communes, est catégorisée dans les aires de 50 000 à moins de 200 000 habitants,.

### Occupation des sols
L'occupation des sols de la commune, telle qu'elle ressort de la base de données européenne d’occupation biophysique des sols Corine Land Cover (CLC), est marquée par l'importance des forêts et milieux semi-naturels (53,3 % en 2018), une proportion identique à celle de 1990 (53,3 %). La répartition détaillée en 2018 est la suivante : 
forêts (41,3 %), terres arables (22,2 %), milieux à végétation arbustive et/ou herbacée (11,9 %), zones agricoles hétérogènes (10,9 %), prairies (10,4 %), zones urbanisées (3,2 %). L'évolution de l’occupation des sols de la commune et de ses infrastructures peut être observée sur les différentes représentations cartographiques du territoire : la carte de Cassini (XVIIIe siècle), la carte d'état-major (1820-1866) et les cartes ou photos aériennes de l'IGN pour la période actuelle (1950 à aujourd'hui).

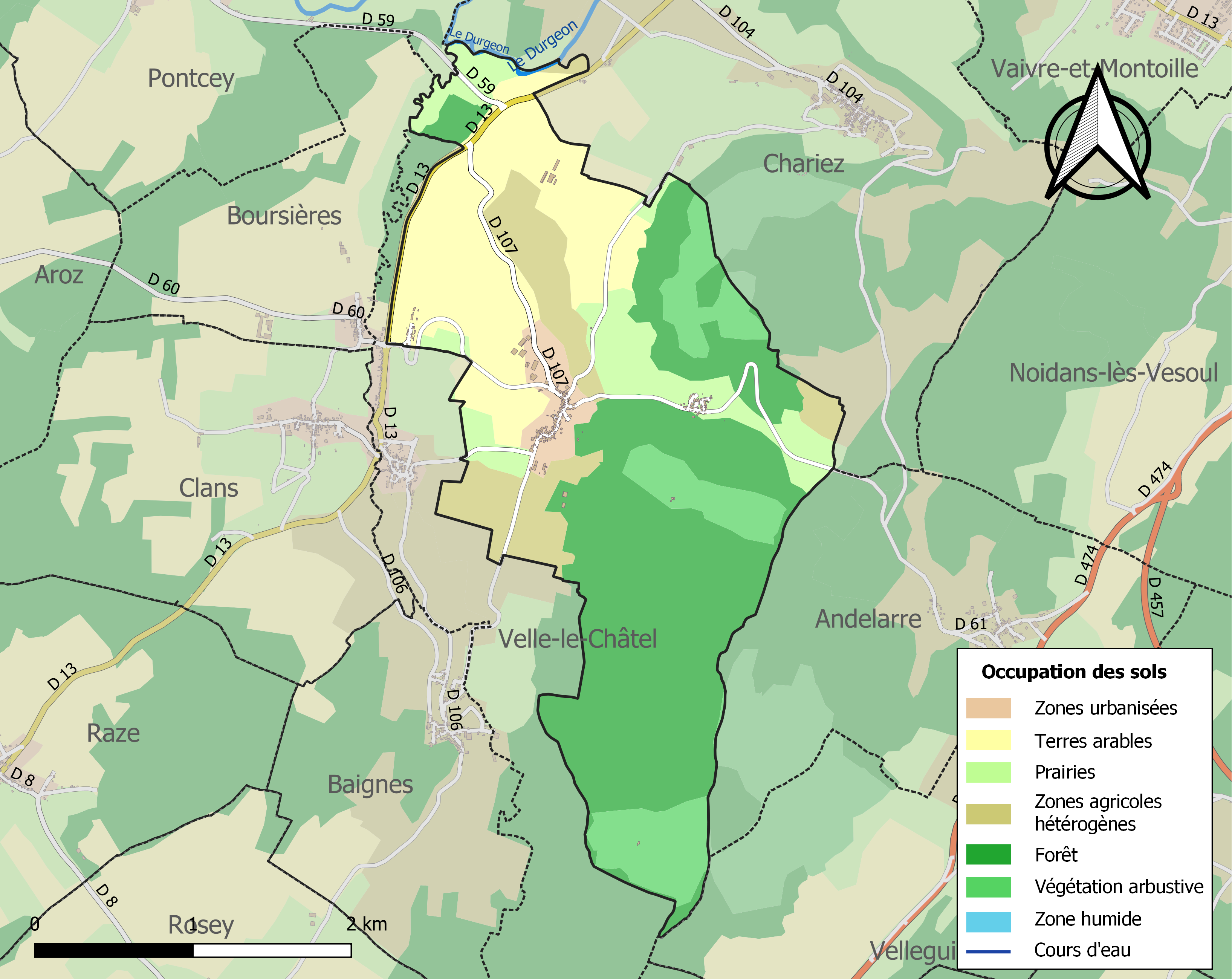
Carte des infrastructures et de l'occupation des sols de la commune en 2018 (CLC).

### Morphologie urbaine
Mont-le-Vernois est situé dans l'aire urbaine de Vesoul, qui totalise en 2008, 59 288 habitants.

### Logement
Le nombre de logements dans la commune était de 114, en 2009, dont 92 résidences principales soit 80,2 % de l'ensemble des logements, 15 résidences secondaires et logements occasionnels, soit 13,5 % et 7 logements vacants, soit 6,3 %. On dénombre 30 résidences principales qui détiennent 5 pièces ou plus.
La commune comptait 70 maisons et 7 appartements en 2009, alors qu'elle possédait 60 maisons et 4 appartements, en 1999.

## Histoire
En 1333, le territoire actuel de la commune appartient au bailliage d'Amont, qui avait pour capitale Vesoul.
La terre de Mont-le-Vernois fut érigée en marquisat par lettres patentes de 1740 en faveur de Pierre Augustin Chappuis de Rosières, président au parlement de Besançon.
La commune a disposé, à partir de 1853, d'une gare sur la ligne de Vaivre à Gray, qui assurait la liaison Dijon - Gray - Vesoul. Cette ligne est inexploitée depuis longtemps.

## Politique et administration

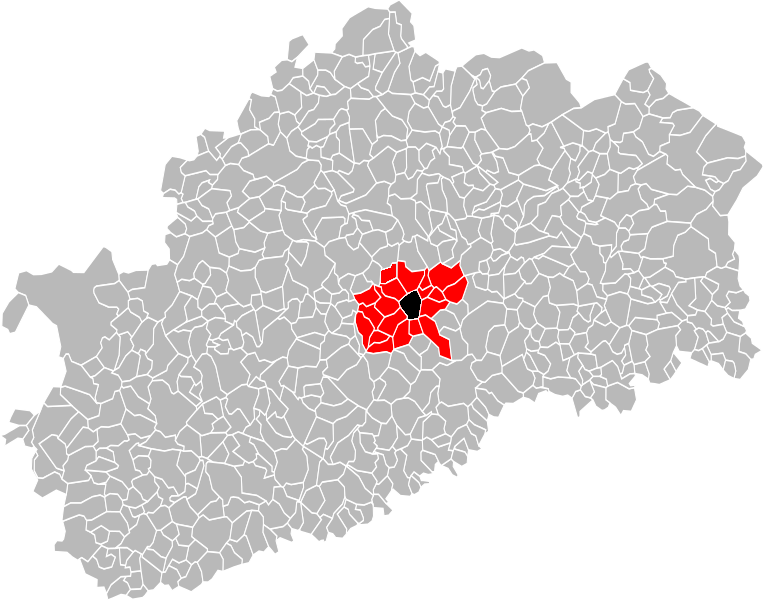
Carte départementale montrant en rouge les communes de la communauté d'agglomération de Vesoul.

### Rattachements administratifs et électoraux
La commune fait partie de l'arrondissement de Vesoul du département de la Haute-Saône, en région Bourgogne-Franche-Comté. Pour l'élection des députés, elle dépend de la première circonscription de la Haute-Saône.
Elle faisait partie depuis 1793 du canton de Vesoul. Celui-ci est scindé en 1973 et la commune intègre le canton de Vesoul-Ouest. Dans le cadre du redécoupage cantonal de 2014 en France, la commune fait désormais partie du canton de Vesoul-1.

### Intercommunalité
La commune fait partie depuis 2008 de la communauté de communes de l'agglomération de Vesoul, devenue en 2012 la communauté d'agglomération de Vesoul, appartenant elle-même au pays de Vesoul et du Val de Saône.

### Conseil municipal
Conformément aux dispositions relatives à la population de la commune, le conseil municipal est composé de 11 membres.

### Liste des maires
| Période                                  | Période       | Identité        | Étiquette | Qualité                     |
| ---------------------------------------- | ------------- | --------------- | --------- | --------------------------- |
| Les données manquantes sont à compléter. |               |                 |           |                             |
| mars 2001                                | décembre 2002 | Gérard Gay      |           |                             |
| janvier 2003                             | avril 2014    | Alain Petitjean |           |                             |
| avril 2014                               | En cours      | Mathieu Normand |           | Exploitant agricole en GAEC |

## Population et société

### Démographie
L'évolution du nombre d'habitants est connue à travers les recensements de la population effectués dans la commune depuis 1793. Pour les communes de moins de 10 000 habitants, une enquête de recensement portant sur toute la population est réalisée tous les cinq ans, les populations de référence des années intermédiaires étant quant à elles estimées par interpolation ou extrapolation. Pour la commune, le premier recensement exhaustif entrant dans le cadre du nouveau dispositif a été réalisé en 2004.

En 2022, la commune comptait 191 habitants, en évolution de +15,76 % par rapport à 2016 (Haute-Saône : −1,4 %, France hors Mayotte : +2,11 %).
| 1793 | 1800 | 1806 | 1821 | 1831 | 1836 | 1841 | 1846 | 1851 |
| ---- | ---- | ---- | ---- | ---- | ---- | ---- | ---- | ---- |
| 504  | 521  | 517  | 473  | 498  | 508  | 544  | 537  | 502  |

| 1856 | 1861 | 1866 | 1872 | 1876 | 1881 | 1886 | 1891 | 1896 |
| ---- | ---- | ---- | ---- | ---- | ---- | ---- | ---- | ---- |
| 443  | 434  | 393  | 374  | 380  | 361  | 329  | 312  | 295  |

| 1901 | 1906 | 1911 | 1921 | 1926 | 1931 | 1936 | 1946 | 1954 |
| ---- | ---- | ---- | ---- | ---- | ---- | ---- | ---- | ---- |
| 283  | 244  | 275  | 206  | 228  | 233  | 161  | 168  | 149  |

| 1962 | 1968 | 1975 | 1982 | 1990 | 1999 | 2004 | 2006 | 2009 |
| ---- | ---- | ---- | ---- | ---- | ---- | ---- | ---- | ---- |
| 129  | 133  | 127  | 129  | 127  | 128  | 143  | 140  | 155  |

| 2014 | 2019 | 2022 | - | - | - | - | - | - |
| ---- | ---- | ---- | - | - | - | - | - | - |
| 164  | 184  | 191  | - | - | - | - | - | - |

### Santé
L'hôpital le plus proche de Mont-le-Vernois est le Centre hospitalier intercommunal de la Haute-Saône (CHI) de Vesoul.

### Cultes
.

## Culture locale et patrimoine

### Lieux et monuments
Hameau du Vernois avec la chapelle dédiée à saint Antoine.